# Kde domov můj
„Kde domov můj?” (în cehă Unde este casa mea?) este imnul național al Republicii Cehe scris de František Škroup și Kajetán Tyl, ca parte a comediei „Fidlovačka aneb Žádný hněv a žádná rvačka”. A devenit imnul Cehiei în 1918.